# DemoShield
，全名為DemoShield Run-time Player。是1996年由InstallShield公司所開發的展示軟體。事實上它不包含安裝的功能，但可以另外展開本地資料夾，展開光碟內容，外連網際網路等。穩定版本為5.4.0。

## 外部連結
- keyphotojs
- UBI Soft Forums（页面存档备份，存于）
- Microsoft Community（页面存档备份，存于）

## 參照
1. ↑  .   [2016-04-01]. （原始内容存档于2016-04-10）.
2. ↑  .   [2016-04-01]. （原始内容存档于2016-04-13）.
3. ↑  .   [2016-04-01]. （原始内容存档于2016-04-22）.